# I'll Cry Tomorrow
I'll Cry Tomorrow este un film dramatic american din 1955 regizat de Daniel Mann. În rourile prinipale joacă actorii Susan Hayward și Richard Conte.

## Actori
- Susan Hayward ca Lillian Roth
- Richard Conte ca Tony Bardeman
- Eddie Albert ca Burt McGuire
- Jo Van Fleet ca Kaite Silverman Roth, Lillian mama
- Don Taylor ca Wallie
- Ray Danton ca David Tredman
- Margo ca Selma
- Virginia Gregg ca Ellen
- Don 'Red' Baryy ca Jerry
- Peter Leeds ca Richard Elstead
- Tol Avery ca Drunk party guest, Joe
- Ralph Edwards ca Himself